# 浪岡城
浪岡城（日语：／ Namiokajō */?），又稱為浪岡御所（日语：／ Namiokagojo */?），是位於日本青森縣青森市浪岡大字浪岡字五所、林本以及大字五本松字松本的城跡，原本為平城，分為新館、東館、猿樂館、北館、內館、西館、檢校館和無名館，推測由北畠顯義在長祿年間（1457年至1460年）、應仁年間（1467年至1469年）或文明年間（1469年至1487年）建成，為日本國史跡，指定面積達136,123平方米。

## 規模

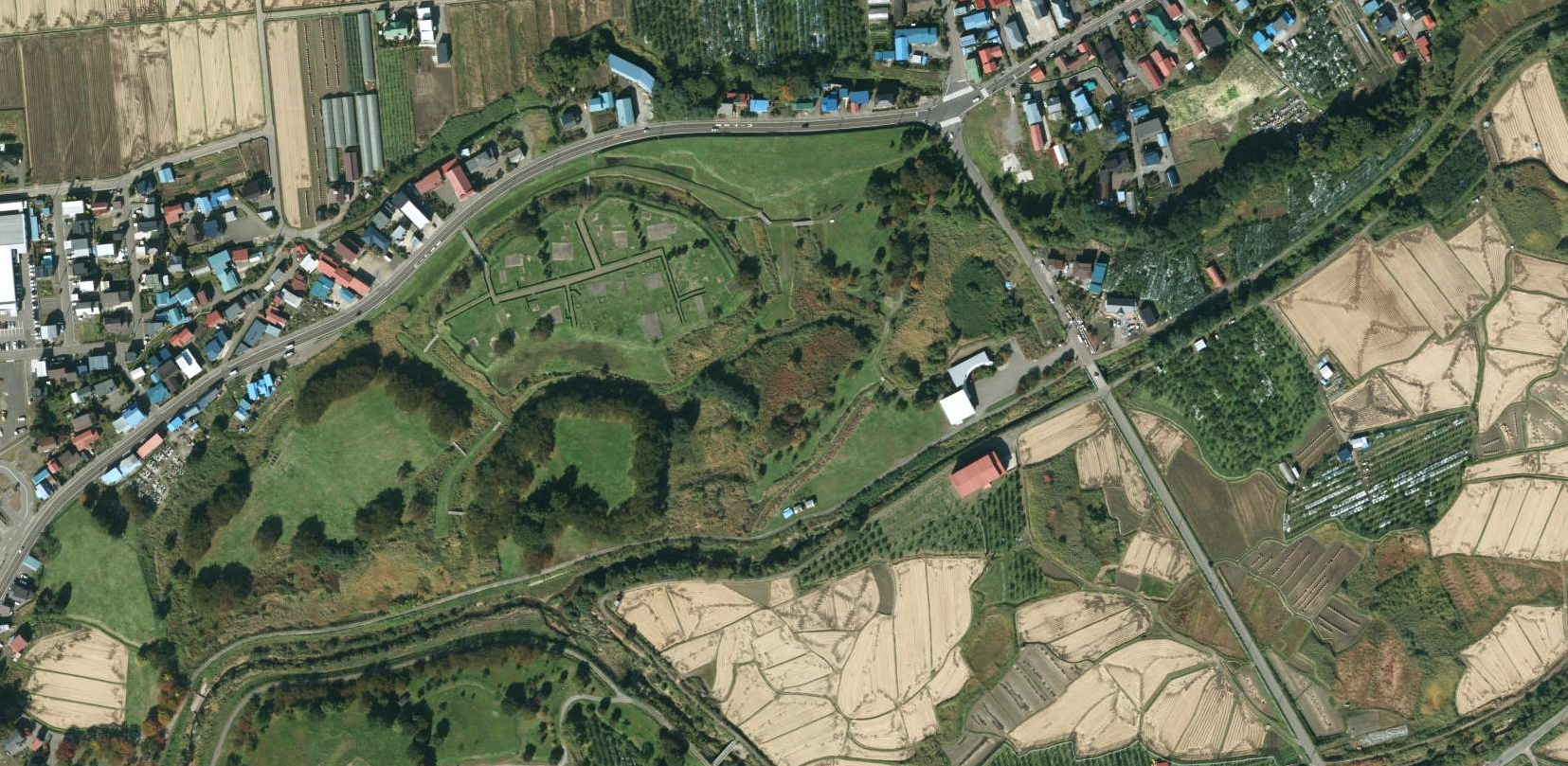
浪岡城

浪岡城位於浪岡中心地區的東北部，其北面是主要地方道青森縣道27號青森浪岡線，南面丘陵之下是浪岡川和正平津川的匯流點，傳說以前在此地曾經有一個稱為浪岡岬的蓄水池，除了有防禦南面的用途外，與東北面五本松的浪岡崎之間也曾經設有橋樑，如果盲人過橋的話要花費七天，因此稱為浪岡的七日橋，以南約250米則是川原御所。至於浪岡城本身雖然橫跨五所、林本和松本三地，但是主要範圍均位於五所，東西長約940米，南北則是245米左右，曲輪呈扇形分佈，從東面起是新館、東館、猿樂館、北館、內館、西館、檢校館和無名館，整體東面略高於西面，各館之間則是寬約10至30米的堀。其中，新館建於大永4年（1524年），以南隔着懸崖是浪岡川，北面是寬約4至5米的外堀，推測同時為水源，東館是外郭，北面為寬約20米的水堀，南面是懸崖，大手門推測位於新館和東館之間。北館位於中心部分，西面和北面是雙重堀，與東館之間的東面則有三重堀，四周也建有土壘，內館推測為本丸，相對高度達35.9米，西館和檢校館南面與浪岡川之間的狹窄部分則估計原本建有搦手門，無名館是往東西延伸的狹長曲輪，建有寬約10米的堀，為浪岡城整體的外堀。

## 歷史
根據《浪岡名勝舊跡考》記載，浪岡城的原址在文中2年（1373年）時仿照平安京，在四個角落建有祇園神社（現北中野廣峰神社）、八幡神社（現浪岡八幡宮）、加茂神社（現五本松加茂神社）和春日神社（已廢社）。文中年間（1372年至1375年）或應永年間（1394年至1428年），根據《北畠家文書》以及收錄於《應仁武鑑》的《浪岡某記》記載，藤原秀衡的末子（藤原賴衡）的曾孫浪岡秀種，其女替北畠顯家生下北畠顯成，顯成在顯家死後轉移至外祖父的領地，並且以此為領地。另外，由於顯家之女是安藤貞季之妻，加上原本北畠氏在部下南部氏的保護下寄身於稗貫和船越一帶，不過三戶南部氏後來卻改為支持北朝，這些也促使北畠氏轉移至浪岡。最初，北畠氏先前往吉內和本鄉一帶，其後轉移至北中野的源常館（東山根城），在藤崎城主安東太郎的邀請下入主浪岡城。
顯成之子顯元在現在浪岡城的東南面的天岱（現浪岡天狗平）興建浪岡城，打算以此為根據地再興南朝，可是在明德和約後，原本的浪岡城在足利義滿的命令下被拆毀，北畠氏也被遷回稗貫。享德初年，北畠氏在南部氏的支援以及足利義政的判斷下，再度重返浪岡，浪岡城便是由北畠顯義在長祿年間（1457年至1460年）、應仁年間（1467年至1469年）或文明年間（1469年至1487年）建成，《日本城郭全集》主張是長祿年間，《日本歷史地名大系》認為應仁年間最為有力，青森市則認為是1460年代。另一方面，《國史大辭典》引述始於1977年的考古發掘記載，指出浪岡城在12世紀後半已經有人使用，推測可能與津輕安藤氏有關。其後根據《日本城郭全集》記載，北畠氏在進入室町時代後，獲南部氏委任負責管治津輕六郡，不過由於北畠氏與南部氏敵對的秋田氏串通，南部氏在天文年間（1532年至1555年）時將津輕一分為三，改派同族前往管治，北畠氏則變成僅領有浪岡附近的土豪，與此同時《日本城郭大系》則引述《津輕郡中名字》記載，指出當時田舍郡2800町（約27.77平方公里）、奧法郡約2000町（約19.83平方公里）以及沼保一千貫是浪岡具永的領地，在與北畠氏一同三分津輕的大光寺氏、大浦氏之中屬於首屈一指。
永祿5年（1562年），川原御所之亂爆發，川原御所的北畠具信死於浪岡御所的浪岡具運手上，自此浪岡氏開始走向沒落，最終被大浦為信消滅。關於浪岡城陷落的時期，津輕氏和南部氏的史料並不一致，根據《津輕一統志》記載，為信在天正6年7月20日（1578年8月23日）從三方面攻打浪岡城，北畠氏直接棄守，最終北畠顯村被活捉後送至西根的寺院後切腹。另一方面，根據《南部史要》和《南部根元記》記載，顯家的子孫浪岡顯繼在大永4年自殺，同族顯則和具氏逃至三戶，其後由南部高信入主石川城（現弘前市），出任津輕郡代。天正9年（1581年），其子石川政信將居城轉移至浪岡，他在天正16年（1588年）死去後，為信在天正18年（1590年）3月攻打當時擔任郡代的楢山劍帶和南右兵衛，最終兩人敗走回南部。對此，《日本歷史地名大系》認為津輕氏的史料較為可信，青森市也同樣採取天正6年的說法。其後，福士彌三郎作為城番一度居住於猿樂館。
根據在1876年編寫而成的《新撰陸奧國誌》記載，浪岡城的堀在當時已經是水田，其餘的地方則是菜田，內館是種有櫻花的公園，新館是五本松的村落，其他則大多是蘋果園。其中，內館建有的北畠古城跡碑是由浪岡八幡宮的神官阿部文助與國學家下澤保躬商討後，得到平野清助與山岡鐵舟等人的支持下在1882年8月建成，刻有在1880年9月由有栖川宮熾仁親王書寫的「北畠古城跡碑」六字，背面的碑文則由佐佐木高行所選，由金井之恭下筆。1940年2月10日，浪岡城獲指定為青森縣首處日本國史跡。其後，在始於1977年的考古發掘中，浪岡城的出土文物約有5萬件，包括古代和中世的土器、中世的生活用品、宗教儀式用的鏡、唐錢、北宋錢、明錢、大量明朝的青瓷、白瓷、青花瓷、少量刀劍和動物骨頭，也發現了水井、堀和土壘等等遺跡。1988年，浪岡城原本的史跡指定面積達215,800平方米，不過在1988年發現記載有誤，實際上是136,123平方米，1989年3月7日獲追加指定。2017年4月6日，浪岡城獲日本城郭協會選為續日本100名城。

## 外部連結
- . 东北新社.   [2022-02-24] （日语）.